# Saša Dobrić
Saša Dobrić (serbisch-kyrillisch Саша Добрић; * 24. Januar 1982 in Novi Sad) ist ein serbischer Fußballspieler.

## Karriere
Saša Dobrić begann seine Karriere beim serbischen Verein FK Vojvodina, bevor er 2008 zu Vasas Budapest nach Ungarn wechselte. 2011 wurde er vom kasachischen Erstligisten Wostok Öskemen unter Vertrag genommen.